# AHL 1979/80
Die Saison 1979/80 war die 44. reguläre Saison der American Hockey League (AHL). Während der regulären Saison bestritten die zehn Teams der Liga jeweils 80 Begegnungen. Die acht besten Mannschaften der AHL spielten anschließend in einer Play-off-Runde um den Calder Cup.

## Teamänderungen
Folgende Änderungen wurden vor Beginn der Saison vorgenommen:
- Die Adirondack Red Wings wurden als Expansionsteam in die Liga aufgenommen
- Die Philadelphia Firebirds wurden nach Syracuse, New York, umgesiedelt und spielten fortan unter dem Namen Syracuse Firebirds

## Reguläre Saison

### Abschlusstabellen
Abkürzungen: GP = Spiele, W = Siege, L = Niederlagen, T = Unentschieden, OTL = Niederlage nach Overtime, GF = Erzielte Tore, GA = Gegentore, Pts = Punkte

Erläuterungen: In Klammern befindet sich die Platzierung innerhalb der Conference;       = Playoff-Qualifikation,       = Division-Sieger,       = Conference-Sieger

#### Reguläre Saison
| North Division        | GP | W  | L  | T  | GF  | GA  | Pts |
| --------------------- | -- | -- | -- | -- | --- | --- | --- |
| New Brunswick Hawks   | 79 | 44 | 27 | 8  | 325 | 271 | 96  |
| Nova Scotia Voyageurs | 79 | 43 | 29 | 7  | 331 | 271 | 93  |
| Maine Mariners        | 80 | 41 | 28 | 11 | 307 | 266 | 93  |
| Adirondack Red Wings  | 80 | 32 | 37 | 11 | 297 | 309 | 75  |
| Springfield Indians   | 80 | 31 | 37 | 12 | 292 | 302 | 74  |

| South Division       | GP | W  | L  | T  | GF  | GA  | Pts |
| -------------------- | -- | -- | -- | -- | --- | --- | --- |
| New Haven Nighthawks | 80 | 46 | 25 | 9  | 350 | 305 | 101 |
| Hershey Bears        | 80 | 35 | 39 | 6  | 289 | 273 | 76  |
| Syracuse Firebirds   | 80 | 31 | 42 | 7  | 303 | 364 | 69  |
| Rochester Americans  | 80 | 28 | 42 | 10 | 260 | 327 | 66  |
| Binghamton Dusters   | 80 | 24 | 49 | 7  | 268 | 334 | 55  |

### Beste Scorer
Abkürzungen: GP = Spiele, G = Tore, A = Assists, Pts = Punkte, +/- = Plus/Minus, PIM = Strafminuten; Fett: Saisonbestwert
| Spieler        | Team                  | GP | G  | A  | Pts | PIM |
| -------------- | --------------------- | -- | -- | -- | --- | --- |
| Norm Dubé      | Nova Scotia Voyageurs | 79 | 40 | 61 | 101 | 49  |
| Keith Acton    | Nova Scotia Voyageurs | 75 | 45 | 53 | 98  | 38  |
| Gordie Clark   | Maine Mariners        | 79 | 47 | 43 | 90  | 64  |
| Bruce Boudreau | New Brunswick         | 75 | 36 | 54 | 90  | 47  |
| Bill Lochead   | New Haven Nighthawks  | 68 | 46 | 43 | 89  | 90  |
| Rick Shinske   | Adirondack Red Wings  | 78 | 22 | 58 | 80  | 20  |
| Paul Evans     | Maine Mariners        | 80 | 21 | 56 | 77  | 66  |
| Rick Meagher   | Nova Scotia Voyageurs | 64 | 32 | 44 | 76  | 53  |
| Dan Metivier   | Nova Scotia Voyageurs | 76 | 35 | 40 | 75  | 29  |
| Gord Brooks    | Syracuse Firebirds    | 77 | 34 | 41 | 75  | 38  |

## Calder-Cup-Playoffs

### Modus
Für die Play-offs qualifizierten sich die acht besten Mannschaften der AHL. In den ersten zwei Play-off-Runden wurden die Sieger der jeweiligen Divisions ausgespielt. In Runde drei trafen die beiden Division-Sieger im Finale aufeinander. Die ersten beiden Play-off-Runden sowie das Finale wurden im Modus Best-of-Seven ausgespielt.

### Play-off-Übersicht
| Division Halbfinale | Division Halbfinale  | Division Halbfinale |    |                       | Division Finals | Division Finals | Division Finals |  |  | Calder-Cup-Finale | Calder-Cup-Finale | Calder-Cup-Finale |
|                     |                      |                     |    |                       |                 |                 |                 |  |  |                   |                   |                   |
| N1                  | New Brunswick Hawks  | 4                   |    |                       |                 |                 |                 |  |  |                   |                   |                   |
| N4                  | Adirondack Red Wings | 1                   |    |                       |                 |                 |                 |  |  |                   |                   |                   |
| N4                  | Adirondack Red Wings | 1                   | N1 | New Brunswick Hawks   | 4               |                 |                 |  |  |                   |                   |                   |
| North Division      |                      |                     | N1 | New Brunswick Hawks   | 4               |                 |                 |  |  |                   |                   |                   |
|                     | N3                   | Maine Mariners      | 2  |                       |                 |                 |                 |  |  |                   |                   |                   |
| N2                  | N3                   | Maine Mariners      | 2  | Nova Scotia Voyageurs | 2               |                 |                 |  |  |                   |                   |                   |
| N2                  |                      |                     |    | Nova Scotia Voyageurs | 2               |                 |                 |  |  |                   |                   |                   |
| N3                  | Maine Mariners       | 4                   |    |                       |                 |                 |                 |  |  |                   |                   |                   |
| N3                  | Maine Mariners       | 4                   | N1 | New Brunswick Hawks   | 2               |                 |                 |  |  |                   |                   |                   |
|                     |                      |                     |    | New Brunswick Hawks   | 2               |                 |                 |  |  |                   |                   |                   |
|                     | S2                   | Hershey Bears       | 4  |                       |                 |                 |                 |  |  |                   |                   |                   |
| S1                  | S2                   | Hershey Bears       | 4  | New Haven Nighthawks  | 4               |                 |                 |  |  |                   |                   |                   |
| S1                  |                      |                     |    | New Haven Nighthawks  | 4               |                 |                 |  |  |                   |                   |                   |
| S4                  | Rochester Americans  | 0                   |    |                       |                 |                 |                 |  |  |                   |                   |                   |
| S4                  | Rochester Americans  | 0                   | S1 | New Haven Nighthawks  | 2               |                 |                 |  |  |                   |                   |                   |
| South Division      |                      |                     | S1 | New Haven Nighthawks  | 2               |                 |                 |  |  |                   |                   |                   |
|                     | S2                   | Hershey Bears       | 4  |                       |                 |                 |                 |  |  |                   |                   |                   |
| S2                  | S2                   | Hershey Bears       | 4  | Hershey Bears         | 4               |                 |                 |  |  |                   |                   |                   |
| S2                  |                      |                     |    | Hershey Bears         | 4               |                 |                 |  |  |                   |                   |                   |
| S3                  | Syracuse Firebirds   | 0                   |    |                       |                 |                 |                 |  |  |                   |                   |                   |

### Calder-Cup-Sieger
| Calder-Cup-Sieger Hershey Bears | Torhüter: Gary Inness, Dave Parro Verteidiger: Bob Bilodeau, Mike Haworth, Jay Johnston, Roger Lemelin, Cam MacGregor, Ray McKay, Jim McTaggart, Greg Theberge Angreifer: Tony Cassolato, Steve Clippingdale, Lou Franceschetti, Doug Gibson, Bob Girard, Eddy Godin, Ron Lalonde, Claude Noël, Harvie Pocza, Errol Rausse, Gary Rissling Cheftrainer: Doug Gibson General Manager: Frank Mathers |

## Vergebene Trophäen

### Mannschaftstrophäen
| Auszeichnung                                                             | Team                 |
| ------------------------------------------------------------------------ | -------------------- |
| Calder Cup Gewinner der AHL-Playoffs                                     | Hershey Bears        |
| F. G. „Teddy“ Oke Trophy Bestes Team der North Division, Reguläre Saison | New Brunswick Hawks  |
| John D. Chick Trophy Bestes Team der South Division, Reguläre Saison     | New Haven Nighthawks |

### Individuelle Trophäen
| Auszeichnung                                                                                    | Spieler                     | Team                  |
| ----------------------------------------------------------------------------------------------- | --------------------------- | --------------------- |
| Les Cunningham Award MVP der regulären Saison                                                   | Norm Dubé                   | Nova Scotia Voyageurs |
| John B. Sollenberger Trophy Bester Scorer                                                       | Norm Dubé                   | Nova Scotia Voyageurs |
| Dudley „Red“ Garrett Memorial Award Bester Rookie                                               | Darryl Sutter               | New Brunswick Hawks   |
| Eddie Shore Award Bester Verteidiger                                                            | Rick Vasko                  | Adirondack Red Wings  |
| Harry „Hap“ Holmes Memorial Award Torhüter mit dem geringsten Gegentorschnitt                   | Robbie Moore Rick St. Croix | Maine Mariners        |
| Louis A. R. Pieri Memorial Award Bester Trainer                                                 | Doug Gibson                 | Hershey Bears         |
| Fred T. Hunt Memorial Award Für den Spieler, der durch Fairness, Einsatz und Hingabe herausragt | Norm Dubé                   | Nova Scotia Voyageurs |